# Заблуда Григорій Васильович
Григорій Васильович Заблуда (нар. 7 (20) серпня 1902, Семенівка, Катеринославська губернія — пом. 23 січня 1994, Уфа, Російська Федерація) — радянський учений-ботанік, фізіолог рослин, доктор біологічних наук (1943), професор (1944). Заслужений діяч науки Башкирської АРСР (1972).

## Біографія
У 1927 році закінчив Верхньодніпровський сільськогосподарський технікум Криворізького інституту зернових культур. Пізніше там же викладав. Із 1931 року викладач у Томському університеті.
Із 1934 року виконував обов'язки, а з 1935 року — завідувач кафедри фізіології рослин і ботаніки Чуваської сільськогосподарського інституту (Чебоксари), з 1940 року — доцент кафедри органічної та біологічної хімії, проректор з наукової частини, організатор і декан біологічного факультету, завідувач кафедри фізіології рослин (з 1944) Свердловського сільськогосподарського інституту (нині Уральський державний аграрний університет в Єкатеринбурзі).
Із 1958 року — проректор із наукової частини і одночасно завідувач кафедри фізіології рослин Башкирського державного університету.
У 1973—1978 роках читав лекції в Башкирському сільськогосподарському інституті й одночасно старший науковий співробітник Інституту біології.

## Наукова діяльність
Основні напрямки наукової діяльності та досліджень Г. В. Заблуди присвячені динаміці індивідуального розвитку та посухостійкості рослин, зокрема, зернових культур, вивченню морфогенезу злаків.
Ним виявлені зміни посухостійкості вівса, пшениці, ячменю у різні фази розвитку та розроблені рекомендації щодо захисту їх від посухи.
Автор близько 60 наукових праць.

## Вибрані публікації
- Действие почвенной засухи на формирование генеративных органов у яровых пшениц // Докл. АН СССР. 1938. Т. 18, № 8;
- К методике сравнительного изучения засухоустойчивости пшениц // Сов. ботаника. 1940. № 5—6;
- Засухоустойчивость хлебных злаков в разные фазы их развития. Свердловск, 1948;
- Влияние условий созревания на физиологические свойства и посевные качества семян пшеницы // Докл. АН СССР. 1952. Т. 84, № 2 (в соавт.).

## Нагороди
- орден «Знак Пошани» (1945)
- Заслужений діяч науки Башкирської АССР (1972).